# Endomychus nigropiceus
Endomychus nigropiceus es una especie de coleóptero de la familia Endomychidae.

## Distribución geográfica
Habita en Japón.